# 奥特地区艾克斯
奥特地区艾克斯（法語：Aix-en-Othe，法語發音：[ɛks ɑ̃.n‿ɔt]），或纯音译作艾克斯昂诺特，是法国奥布省的一个旧市镇，位于该省西南部，属于特鲁瓦区。2016年1月1日，奥特地区艾克斯和相邻的另外2个市镇合并为新市镇艾克斯-维勒莫尔-帕利斯（Aix-Villemaur-Pâlis），奥特地区艾克斯为政府驻地。

## 地理
奥特地区艾克斯（48°13'24"N, 3°44'4"E）面积34.76 平方千米，位于法国大東部大區奥布省，该省份为法国中北部省份，北起马恩省，西接塞纳-马恩省，西南至约讷省，东南至科多尔省，东临上马恩省。
与奥特地区艾克斯接壤的市镇（或旧市镇、城区）包括：贝吕勒、瓦讷河畔讷维尔、派西科东、奥特地区圣马尔、瓦讷河畔维勒莫尔、奥特地区维勒穆瓦龙、奥特地区伯尔。
奥特地区艾克斯的时区为UTC+01:00、UTC+02:00（夏令时）。

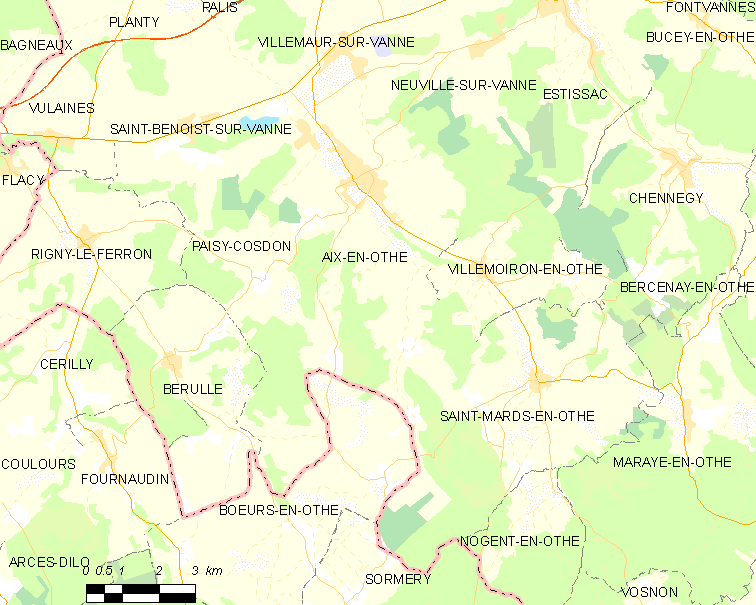
奥特地区艾克斯的OSM定位图

## 行政
奥特地区艾克斯的邮政编码为10160、10190，INSEE市镇编码为10003。

## 政治
奥特地区艾克斯所属的省级选区为艾克斯-维勒莫尔-帕利斯县。

## 人口

1962-2008年间奥特地区艾克斯人口变化图示

奥特地区艾克斯于2018年1月1日时的人口数量为2418人。